# Priyanka Chopra Jonas

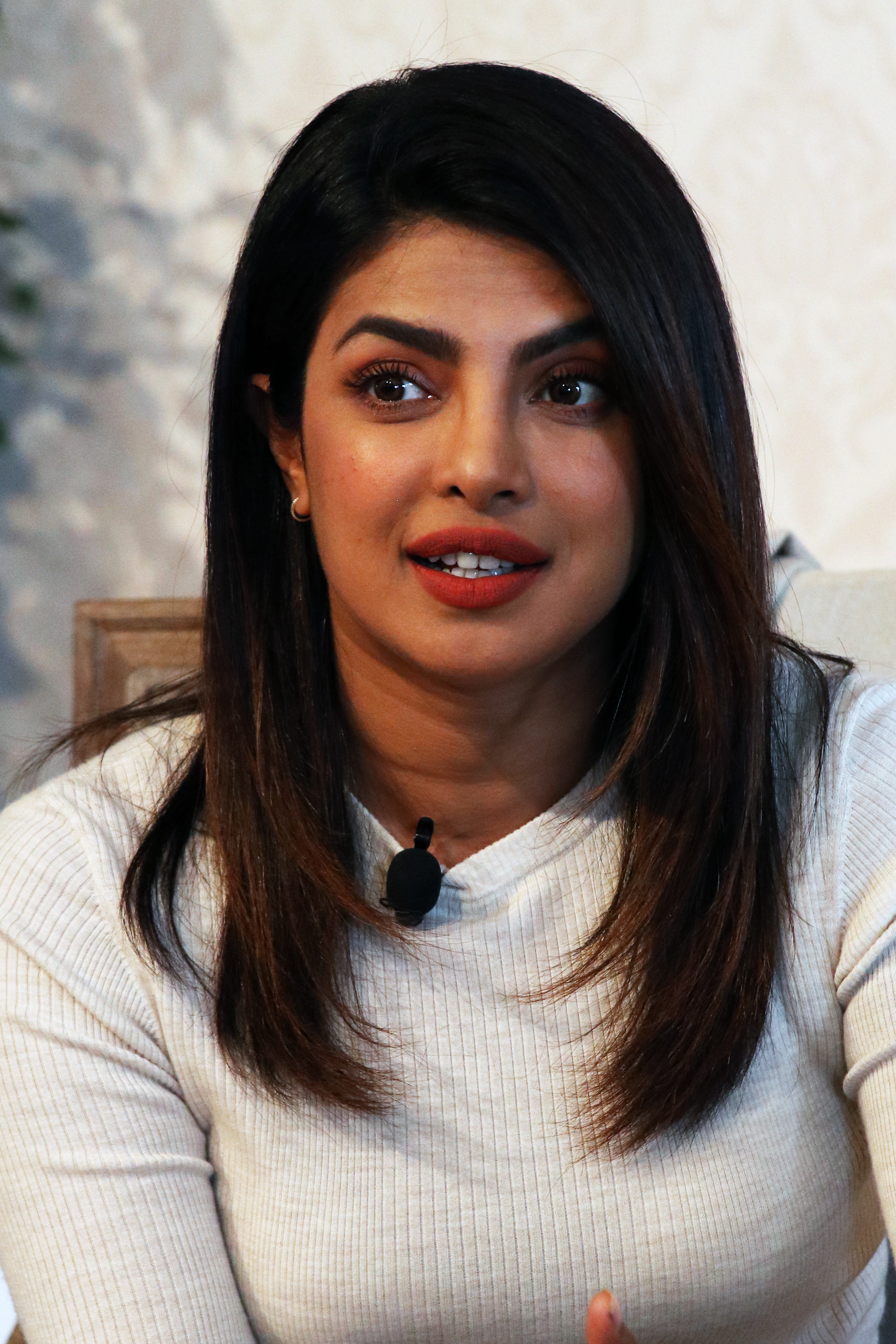
Priyanka Chopra, 2018

Priyanka Chopra Jonas (hindi: प्रियंका चोपड़ा, Priyankā Coprā, * 18. Juli 1982 in Jamshedpur, Bihar) ist eine indische Schauspielerin, Sängerin und Schönheitskönigin. Sie wurde durch ihre Rollen in Bollywoodfilmen bekannt. Von 2015 bis 2018 war Chopra Hauptdarstellerin in der US-Fernsehserie Quantico. Neben der Schauspielerei brachte sie bislang drei Singles heraus.

## Leben

### Frühe Jahre
Priyanka Chopra wurde im Juli 1982 in Jamshedpur im indischen Bundesstaat Bihar (im heutigen Jharkhand) geboren und wuchs in Bareilly in Uttar Pradesh auf. Als Teenager lebte Priyanka einige Jahre bei ihrer Tante in den USA, weil ihre Eltern als Ärzte in der Indischen Armee tätig waren und ständig umzogen. Priyanka studierte in Lucknow, Bareilly und Boston. Nach ihrer Rückkehr aus Boston erhielt sie die Aufforderung, am Schönheitswettbewerb Femina Miss India teilzunehmen, zu dem ihre Eltern sie ohne ihr Wissen angemeldet hatten. Sie gewann den Titel und vertrat ihr Land 2000 bei der Wahl zur Miss World, die sie ebenfalls gewann.

### Schauspielkarriere
Danach ging sie zum Film und feierte 2003 ihr Bollywood-Debüt im Actionfilm The Hero: Love Story of a Spy an der Seite von Sunny Deol und Preity Zinta. Im selben Jahr war sie in Andaaz neben Akshay Kumar zu sehen, wofür sie 2004 zusammen mit ihrer Filmpartnerin Lara Dutta den Filmfare Award für das Beste Debüt erhielt. Im selben Jahr trat sie neben Salman Khan und Akshay Kumar in der Komödie Zwei Herzen für Rani (Mujhse Shaadi Karogi) auf, der in Indien zum dritterfolgreichsten Kinohit des Jahres wurde. Außerdem war sie noch in Aitraaz als Kareena Kapoors Gegenspielerin zu sehen, wofür sie 2005 von den Filmfare-Lesern mit dem Best Villain Award ausgezeichnet wurde.
2006 etablierte sich Chopra als Bollywoodschauspielerin durch die weibliche Hauptrolle im Science-Fiction-Blockbuster Krrish (2006) neben Hrithik Roshan und erlangte internationale Aufmerksamkeit im Action-Remake Don – Das Spiel beginnt an der Seite von Shah Rukh Khan. Zur Deutschlandpremiere der Fortsetzung Don – The King is back auf der 62. Berlinale reiste sie 2012 nach Berlin.
Im Filmjahr 2008 sah man sie in der Erfolgskomödie Dostana (2008) mit Abhishek Bachchan und John Abraham. Außerdem wurde ihre Darstellung als ehrgeiziges Supermodell Meghna Mathur in Fashion 2009 mit zahlreichen Preisen wie den Filmfare Award, National Film Award, IIFA Award und Star Screen Award geehrt. Auch durch ihren Auftritt 2009 im Heist-Movie Kaminey – Ungleiche Brüder mit Shahid Kapoor in der Hauptrolle erhielt sie Auszeichnungen und Nominierungen.
In der schwarzen Komödie Susannas 7 Männer (7 Khoon Maaf) trat sie 2011 als Femme fatale auf, die die Verfehlungen ihrer Ehemänner in Selbstjustiz rächte, wofür sie 2012 den Filmfare Critics Award erhielt. Auch im Filmjahr 2012 erzielte Chopra einige Erfolge. Im Actionthriller Agneepath, der Rekorde an den Kinokassen verzeichnete, trat sie erneut an der Seite von Hrithik Roshan auf und als Filmpartnerin von Shahid Kapoor war sie zum zweiten Mal in dem romantischen Liebesfilm Für immer und ewig (Teri Meri Kahaani) zu sehen. Für die Rolle der autistischen Jhilmil in Barfi! wurde sie unter anderem mit dem Zee Cine Award 2013 ausgezeichnet.
2013 erschien Deewana Main Deewana, der bereits Anfang der 2000er Jahre gedreht worden war. Der bilinguale Film Zanjeer, der ein Remake des gleichnamigen indischen Films aus dem Jahr 1973 ist und Krrish 3, die dritte Fortsetzung von Sternenkind – Koi Mil Gaya, kamen 2013 in die Kinos. In der Filmbiografie über die indische Boxerin Mary Kom spielte sie 2014 die Titelrolle und bekam eine Filmfare-Award-Nominierung als beste Schauspielerin. Im Februar 2015 erhielt Chopra die Hauptrolle der Alex Parrish in der US-amerikanischen Fernsehserie Quantico. Die Serie wird seit September 2015 auf ABC ausgestrahlt. Die Rolle brachte ihr 2016 einen People’s Choice Award in der Kategorie Favorite Actress in a New TV Series ein.
2017 verkörperte sie die Rolle der skrupellosen Öl-Magnatin Victoria Leeds in dem Spielfilm Baywatch, der auf der gleichnamigen Fernsehserie basiert. Im selben Jahr wurde sie in die Academy of Motion Picture Arts and Sciences aufgenommen, die jährlich die Oscars vergibt. Anschließend war Chopra in den Netflix-Filmproduktionen Ein Kind wie Jake (2018), Isn’t It Romantic (2019) und We Can Be Heroes (2020) zu sehen. 2023 spielte sie Mira Ray in der Liebeskomödie Love Again an der Seite von Sam Heughan und Céline Dion. Seit April 2023 verkörpert Chopra die weibliche Hauptrolle der Nadia Sinh in der Prime-Video-Actionserie Citadel.
Seit 2007 fungiert die deutsche Synchronsprecherin Sonja Spuhl als Chopras Feststimme, die sie erstmals im Science-Fiction-Film Krrish sprach.

### Musikkarriere
2012 veröffentlichte Chopra mit will.i.am und RedOne ihre Debütsingle In My City. Der Song war die Titelmelodie bei Footballübertragungen in der Saison 2012/2013. 2013 folgte die Single Exotic mit Rapper Pitbull. Im April 2014 brachte sie ein Cover von Bonnie Raitts Song I Can’t Make You Love Me heraus. Am 11. August 2017 veröffentlichte sie gemeinsam mit dem australischen DJ Will Sparks das von ihr geschriebene Stück Young and Free.

### Privatleben
Seit Mai 2018 ist sie mit dem amerikanischen Sänger und Schauspieler Nick Jonas liiert; das Paar heiratete im Dezember desselben Jahres. Im Januar 2022 gaben sie die Geburt eines gemeinsamen Kindes bekannt, das durch eine Leihmutter zur Welt gekommen war.

## Filmografie
- 2002: Thamizhan: Born to Win
- 2003: Miss India (Gastauftritt)
- 2003: Andaaz
- 2003: The Hero: Love Story of a Spy
- 2004: Aitraaz
- 2004: Zwei Herzen für Rani (Mujhse Shaadi Karogi)
- 2004: Asambhav – Das Unmögliche (Asambhav)
- 2004: Kismat
- 2004: Plan
- 2005: Bluffmaster
- 2005: Barsaat: A Sublime Love Story
- 2005: Yakeen
- 2005: Tief im Herzen (Waqt)
- 2005: Karam
- 2005: Blackmail
- 2006: Don – Das Spiel beginnt (Don – The Chase Begins Again)
- 2006: Krrish (Krrish, der Sternenheld)
- 2006: Aap Ki Khatir
- 2006: Alag (Gastauftritt)
- 2006: 36 China Town (Gastauftritt)
- 2006: Taxi No. 9211 (Gastauftritt)
- 2007: Om Shanti Om (Gastauftritt im Lied Om Shanti Om)
- 2007: Salaam-e-Ishq
- 2007: Big Brother
- 2008: God Tussi Great Ho
- 2008: Love Story 2050
- 2008: Chamku
- 2008: Echte Freunde – Dostana (Dostana)
- 2008: Fashion
- 2008: My Name Is Anthony Gonsalves (Gastauftritt)
- 2008: Drona
- 2009: What’s your Raashee?
- 2009: Billu Barber (Billu) (Gastauftritt)
- 2009: Kaminey – Ungleiche Brüder (Kaminey)
- 2010: Pyaar Impossible
- 2010: Anjaana Anjaani
- 2010: Jaane Kahan Se Aayi Hai (Gastauftritt)
- 2011: Susannas 7 Männer (7 Khoon Maaf)
- 2011: RA.One – Superheld mit Herz (Gastauftritt)
- 2011: Don – The King is back (Don 2 – The King is back)
- 2012: Agneepath
- 2012: Für immer und ewig – Teri Meri Kahaani (Teri Meri Kahaani)
- 2012: Barfi!
- 2014: Bombay Talkies (Gastauftritt im Lied Apna Bombay Talkies)
- 2013: Deewana Main Deewana
- 2013: Zanjeer
- 2013: Krrish 3
- 2013: Ram-Leela (Gastauftritt im Lied Ram Chahe Leela)
- 2014: Gunday
- 2014: Mary Kom
- 2015: Dil Dhadakne Do – Ozean der Träume (Dil Dhadakne Do)
- 2015: Bajirao & Mastani – Eine unsterbliche Liebe (Bajirao Mastani)
- 2015–2018: Quantico (Fernsehserie)
- 2016: Jai Gangaajal
- 2017: Baywatch
- 2018: Ein Kind wie Jake (A Kid Like Jake)
- 2019: Isn’t It Romantic
- 2019: The Sky Is Pink
- 2020: We Can Be Heroes
- 2021: Der weiße Tiger (The White Tiger)
- 2021: Matrix Resurrections (The Matrix Resurrections)
- 2023: Love Again
- seit 2023: Citadel (Fernsehserie)
- 2025: Heads of State

## Diskografie
- 2012: In My City feat. will.i.am
- 2013: Exotic feat. Pitbull
- 2014: I Can’t Make You Love Me
- 2017: Young and Free zusammen mit Will Sparks

## Auszeichnungen (Auswahl)
Filmfare Award
- 2004: Bestes Debüt – Andaaz (zusammen mit Lara Dutta)
- 2005: Beste Schurkin – Aitraaz
- 2009: Beste Hauptdarstellerin – Fashion
- 2011: Kritikerpreis Beste Darstellerin – Susannas 7 Männer (7 Khoon Maaf)

Star Screen Awards
- 2005: Beste Schurkin – Aitraaz
- 2009: Beste Hauptdarstellerin – Fashion
- 2012: Bestes Filmpaar (mit Shahrukh Khan) – Don – The King is back (Don 2)
- 2013: Bestes Filmpaar (mit Ranbir Kapoor) – Barfi!

Stardust Awards
- 2004: „Best Supporting Actress“ – The Hero: Love Story of a Spy
- 2005: „Stardust Superstar of Tomorrow Female“ – Zwei Herzen für Rani (Mujhse Shaadi Karogi)
- 2009: „Stardust Star of the Year Award Female“ – (Fashion, Dostana)
- 2013: „Best Actress/Drama“ – Barfi!
- 2013: „Star of the Year Female“ – Barfi!

Andere Auszeichnungen
- 2000: Femina Miss India World
- 2000: Miss World
- 2001: Rajiv Gandhi Award – Ms. World
- 2022: BBC 100 Women[12]